# Dubbelmolen

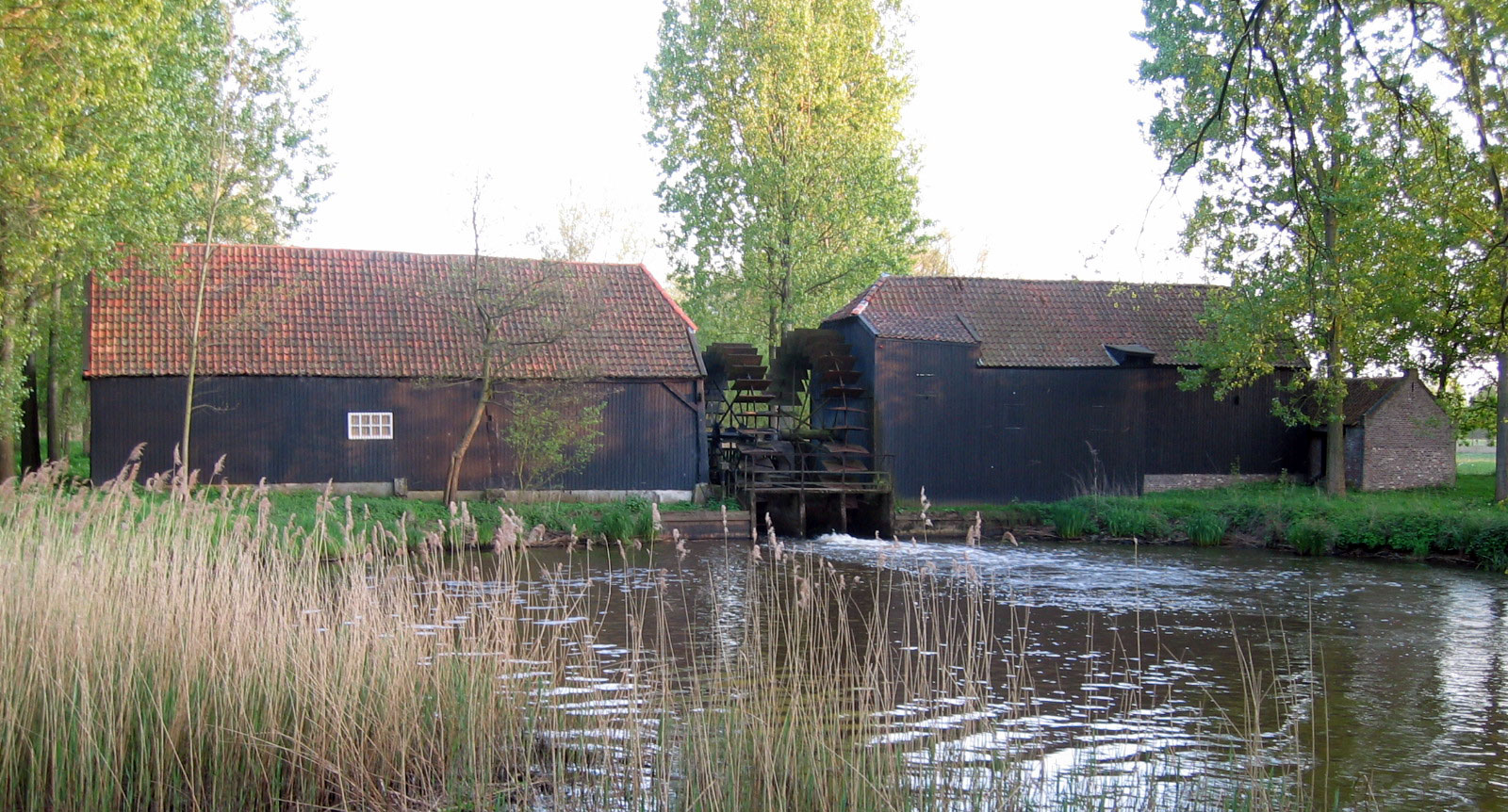
De Collse Watermolen is een dubbelmolen

Een dubbelmolen is een watermolen die gebouwd is aan beide zijden van een beek en die twee molenhuizen en twee waterraderen bezit.
Gewoonlijk hebben beide molens een verschillende functie. Vooral de combinatie korenmolen en oliemolen komt veel voor. In het ene huis bevindt zich dan een slagwerk, in het andere een maalwerk.
Beide molens hoeven niet tegelijkertijd te werken. Vaak is het grondstofaanbod seizoensafhankelijk, en kan men de dubbelmolen optimaal inzetten voor de verwerking van de op dat moment aanwezige grondstof.
Soms liggen de beide molenhuizen op het grondgebied van verschillende bestuurlijke eenheden.